# 615 a.C.

## Eventos
- Euricrátides, da Dinastia Ágida, foi feito rei de Esparta, m. 590 a.C..

## Mortes
- Anaxandro, rei de Esparta, da Dinastia Ágida, que reinou desde 640 a.C..[1]